# Orissa
Orissa, poznata i kao Odisha, je indijska savezna država, smještena na istoku zemlje, na obali Bengalskog zaljeva. Država ima 36,706.920 stanovnika i prostire se na 155.820 km2. Glavni grad države je Bhubaneswar.